# Crozetulus
Genre
Synonymes
- Speleoderces Lawrence, 1964

Crozetulus est un genre d'araignées aranéomorphes de la famille des Anapidae.

## Distribution
Les espèces de ce genre se rencontrent en Afrique subsaharienne et aux Terres australes et antarctiques françaises.

## Liste des espèces
Selon World Spider Catalog (version 16.0, 13/07/2015) :
- Crozetulus minutus Hickman, 1939
- Crozetulus rhodesiensis Brignoli, 1981
- Crozetulus rotundus (Forster, 1974)
- Crozetulus scutatus (Lawrence, 1964)

## Publication originale
- Hickman, 1939 : Opiliones and Araneae. British, Australian and New Zealand Antarctic Research Expedition 1929-1931. Reports-Series B. Adelaide, vol. 4, no 5, p. 157-188.